# علامة تجارية للمتجر

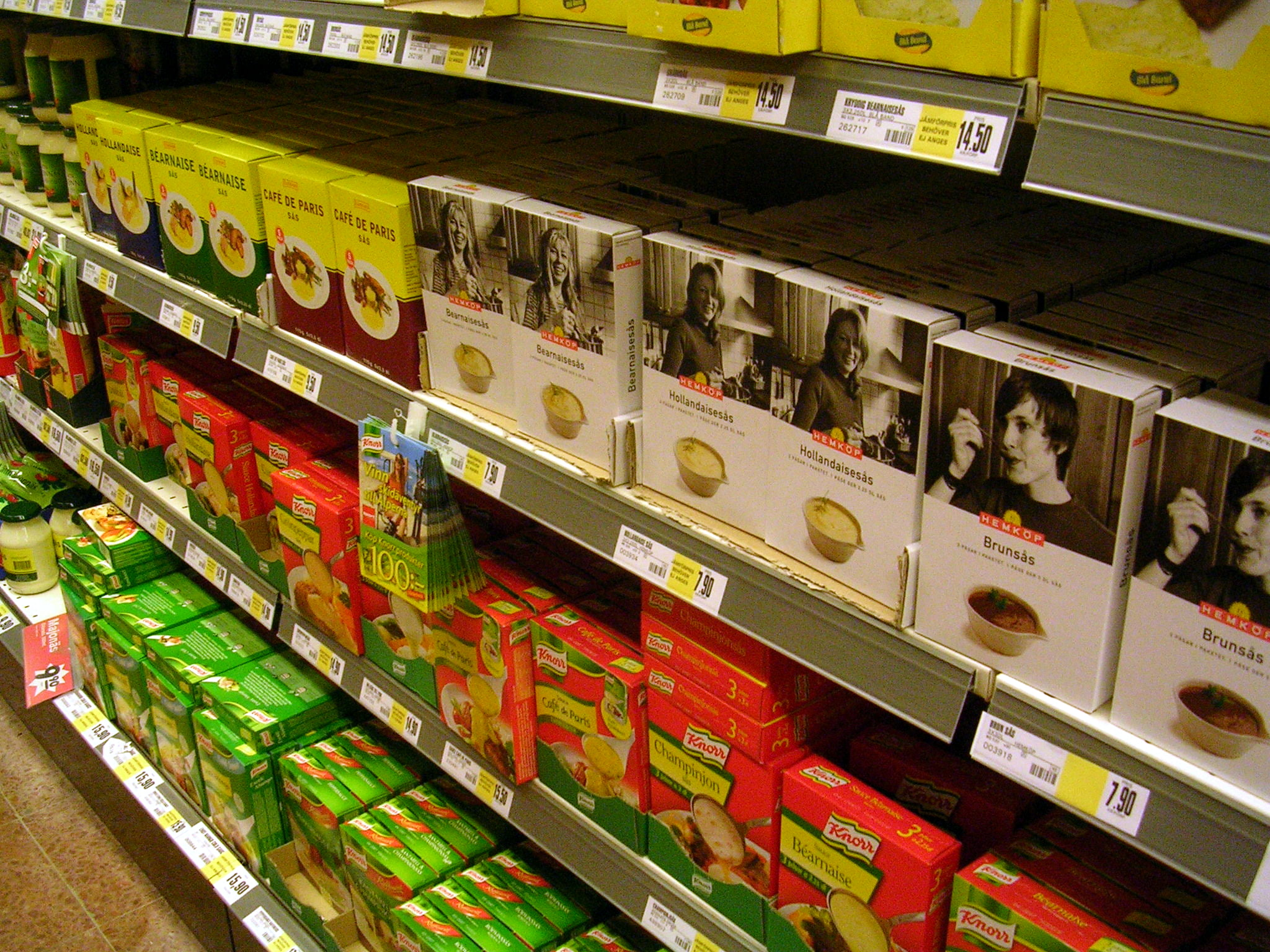

العلامة التجارية للمتجر هي هوية التسويق الموحدة التي تحملها مجموعة من المنتجات التي تباع لدى أحد متاجر التجزئة. وهي تتشابه إلى حد ما مع مفهوم علامة المصنع التجارية, والعلامة التجارية الخاصة (PLBs) في الولايات المتحدة، والعلامة التجارية الخاصة في المملكة المتحدة، ووالعلامة التجارية الداخلية في أستراليا والعلامات التجارية العامة. إلا أنها تختلف عنها من حيث إن العلامة التجارية للمتجر تدار بشكل منفرد من قبل أحد متاجر التجزئة من أجل بيعها في سلسلة معينة فقط من المتاجر. حيث يقوم متجر التجزئة بتصميم وتصنيع وتعبئة وتسويق السلع من أجل توسيع العلاقة بين المنتجات وقاعدة عملاء المتجر. وبصفة عامة، تكون السلع التي تحمل علامة المتجر أرخص من السلع التي تحمل العلامة التجارية الوطنية وذلك لأن متاجر التجزئة يمكنها تحسين الإنتاج بما يتناسب مع طلب المستهلكين ويقلل من تكاليف الدعاية. هذا وتخضع السلع التي تحمل العلامة التجارية للمتجر للرقابة التنظيمية تمامًا مثل السلع التي تحمل العلامة التجارية الوطنية.
وتوصلت إحدى الدراسات التي أجراها معهد التسويق الغذائي إلى أن العلامات التجارية للمتاجر تشكل متوسط 14.5 في المئة من المبيعات لدى بعض المتاجر ومن المتوقع أن تصل قريباً إلى 20 في المئة من إجمالي كل المبيعات. وتعد صناعة العلامة التجارية للمتجر بمثابة صناعة ناضجة; ومن ثم فإن بعض علامات المتاجر التجارية تمكنت من فرض نفسها كعلامات تجارية متميزة. بعض الأحيان، تكون السلع التي تحمل العلامة التجارية للمتجر مماثلة لنظيرتها التي تحمل علامة تجارية وطنية من حيث الشكل والتعبئة والتغليف ووضع العلامات، أو أنها قد يتم معالجتها دعائيا بشكل متميز من قبل تجار التجزئة. (فعلى سبيل المثال، يعد كل من «دكتور ثاندر» و«ماونتين لايتنينج» أسماء لعلامة سام تشويس التجارية ويماثلان دكتور بيبر وماونتين ديو، على التوالي.)
وقد توصل أحد الأبحاث إلى أن بعض تجار التجزئة يرون أنه على الرغم من أن الدعاية من قبل أصحاب العلامات التجارية الوطنية المتميزة تجلب المتسوقين إلى المتجر، إلا أن المتجر عادة ما يجني المزيد من الأرباح عن طريق بيع العلامة التجارية الخاصة به للمتسوق. وقد أدى هذا الافتراض إلى حدوث طفرة في الأدبيات الأكاديمية والتجارية التي تتناول موضوع وضع العلامة التجارية للمتجر مقارنة بالعلامة التجارية الوطنية.
في معظم الحالات، وعلى الرغم من أن العلامات التجارية للمتاجر عادة ما تكون أرخص من العلامات التجارية الوطنية (أو حتى الإقليمية)، إلا أنها تظل أكثر تكلفة من العلامات التجارية العامة التي تباع في المتجر. (فعلى سبيل المثال، يبيع متجر جيانت إيجل الموجود في بيتسبرا علاماته التجارية بمقابل أقل من العلامات التجارية الوطنية ولكن بمقابل أكبر من علامة فالو تايم التجارية العامة الخاصة بشركة توبكو.)
تقوم سلسلة متاجر البقالة «غير المكلفة» مثل ألدي وسيف ألوت في المقام الأول ببيع ماركات خاصة بالمتاجر للدعاية عن أسعار أقل بصفة إجمالية، مقارنة بسلاسل المتاجر الكبيرة التي تبيع العديد من العلامات التجارية. على سبيل المثال، ريشيليو فودز هي شركة تحمل علامة تجارية خاصة لإنتاج البيتزا المجمدة وصلصة السلطة والصلصات والخل والتوابل الحارة وسلطات لذيذة لشركات أخرى، منها هاي في وألدي وسيف ألوت ونادي سام  Hannaford Brothers Co., BJ's Wholesale Club (Earth's Pride brand) and Shaw's Supermarkets (Culinary Circle brand).
يشير مصطلح صناعة العلامة التجارية الخاصة إلى قيام أحد أعضاء قناة توزيع كبيرة (عادةً ما يكون متجر تجزئة) بشراء كميات كبيرة من الشركة المصنعة ثم وضع اسمه على المنتج. ويمكن تطبيق هذه الإستراتيجية بشكل عام فقط عندما يكون لدى متجر البيع بالتجزئة كمية عالية جدًا من المبيعات. ولهذا الأمر مزاياه بالنسبة لمتجر البيع بالتجزئة، مثل:
- المزيد من الحرية والمرونة في التسعير
- المزيد من السيطرة على سمات المنتج وجودته
- هوامش ربح أعلى (أو أسعار بيع أقل)
- توفير الكثير من التكاليف التي تنفقها الشركة المصنعة على الدعاية

ولهذا الأمر مزاياه بالنسبة للمصنع، مثل:
- انخفاض تكاليف الدعاية
- استقرار حجم المبيعات (على الأقل عندما يكون العقد فعالاً)

## وصلات خارجية
- Private Label Manufacturers Association (PLMA)
- Private Label Manufacturers Association International Council
- PLMA Australia & New Zealand
- PLnow.com! The First Store Brand Virtual Exhibit
- Private Label ⇨ Store Brands magazine, covering North American store brands
- Comparison of Costco store brand hams to other hams

## المؤلفات
- Kumar, Nirmalya; Steenkamp, Jan-Benedict E.M., Private Label Strategy - How to Meet the Store Brand Challenge. Harvard Business Press 2007